# Europäische Jugendschwimmmeisterschaften 2024
Die Europäische Jugendschwimmmeisterschaften 2024 wurden vom 2. bis 7. Juli im neugebauten Lazdynų baseinas in der litauischen Hauptstadt Vilnius ausgetragen.

## Ergebnisse

### Männer
| Disziplin           | Gold                                                                           | Silber                                                                       | Bronze                                                                    |
| ------------------- | ------------------------------------------------------------------------------ | ---------------------------------------------------------------------------- | ------------------------------------------------------------------------- |
| 50 m Freistil       | Lorenzo Ballarati                                                              | Luca Hoek Le Guenedal                                                        | Tajus Juška                                                               |
| 100 m Freistil      | Tajus Juška                                                                    | Vlaho Nenadić                                                                | Carlos D’Ambrosio                                                         |
| 200 m Freistil      | Kristupas Trepočka                                                             | Ahmet Burak Işık                                                             | Nicholas Castella                                                         |
| 400 m Freistil      | Alessandro Ragaini                                                             | Ahmet Burak Işık                                                             | Johannes Liebmann                                                         |
| 800 m Freistil      | Kuzey Tunçelli                                                                 | Muhammed Yusuf Özden                                                         | Johannes Liebmann                                                         |
| 1500 m Freistil     | Kuzey Tunçelli                                                                 | Johannes Liebmann                                                            | Muhammed Yusuf Özden                                                      |
|                     |                                                                                |                                                                              |                                                                           |
| 50 m Rücken         | Mantas Kaušpėdas                                                               | Daniele del Signore                                                          | Jakub Krischke                                                            |
| 100 m Rücken        | Daniele del Signore                                                            | John Shortt                                                                  | Jakub Krischke                                                            |
| 200 m Rücken        | John Shortt                                                                    | Daniele del Signore                                                          | Alexandru Constantinescu                                                  |
|                     |                                                                                |                                                                              |                                                                           |
| 50 m Brust          | Nusrat Allahverdi                                                              | Subajr Biltaev                                                               | Maxim Manolow                                                             |
| 100 m Brust         | Evangelos Ntoumas                                                              | Nil Cadevall Maxim Manolow                                                   | nicht vergeben                                                            |
| 200 m Brust         | Doruk Yoğurtçuoğlu                                                             | Filip Nowacki                                                                | Maxim Manolow                                                             |
|                     |                                                                                |                                                                              |                                                                           |
| 50 m Schmetterling  | Teo del Riego                                                                  | Daniele Momoni                                                               | Lukas Edl                                                                 |
| 100 m Schmetterling | Daniele Momoni                                                                 | Maro Miknić                                                                  | Ethan Dumensil                                                            |
| 200 m Schmetterling | Vlad-Stefan Mihalache                                                          | Samuel Košťál                                                                | Dávid Antal                                                               |
|                     |                                                                                |                                                                              |                                                                           |
| 200 m Lagen         | Robert-Andrei Badea                                                            | Nil Cadevall                                                                 | Finn Hammer                                                               |
| 400 m Lagen         | Robert-Andrei Badea                                                            | Domenico de Gregorio                                                         | Onur Ege Öksüz                                                            |
|                     |                                                                                |                                                                              |                                                                           |
| 4 × 100 m Freistil  | Italien Gabriele Valente Carlos D’Ambrosio Mirko Chiaversoli Lorenzo Ballarati | Frankreich Alexandre Chalendar Neo Dutriaux Evan Galle-Michon Ethan Dumesnil | Großbritannien Gabriel Shepherd Nicholas Finch Stefan Krawiec Jacob Mills |
| 4 × 200 m Freistil  | Italien Alessandro Ragaini Filippo Bertoni Gabriele Valente Carlos D’Ambrosio  | Deutschland Lukas Fritzke Jonathan Turck Daniel Olenberg Johannes Liebmann   | Türkei Ahmet Burak Işık Tolga Temiz Berk Ertürk Kuzey Tunçelli            |
| 4 × 100 m Lagen     | Italien Daniele del Signore Lorenzo Fuschini Daniele Momoni Carlos D’Ambrosio  | Spanien Teo del Riego Nil Cadevall Javier López Luca Hoek Le Guenedal        | Großbritannien Dean Fearn Max Morgan Nicholas Finch Gabriel Shepherd      |

### Frauen
| Disziplin           | Gold                                                                      | Silber                                                                        | Bronze                                                                           |
| ------------------- | ------------------------------------------------------------------------- | ----------------------------------------------------------------------------- | -------------------------------------------------------------------------------- |
| 50 m Freistil       | Sara Curtis                                                               | Jana Pavalić                                                                  | Skye Carter                                                                      |
| 100 m Freistil      | Sara Curtis                                                               | Minna Ábrahám                                                                 | Grace Davison                                                                    |
| 200 m Freistil      | Minna Ábrahám                                                             | Rebecca Diaconescu                                                            | Dóra Molnár                                                                      |
| 400 m Freistil      | Minna Ábrahám                                                             | Lucrezia Domina                                                               | Sarah Dumont                                                                     |
| 800 m Freistil      | Amelie Blocksidge                                                         | Vivien Jackl                                                                  | Emma Giannelli                                                                   |
| 1500 m Freistil     | Amelie Blocksidge                                                         | Emma Giannelli                                                                | Vivien Jackl                                                                     |
|                     |                                                                           |                                                                               |                                                                                  |
| 50 m Rücken         | Sara Curtis                                                               | Martine Damborg                                                               | Blythe Kinsman                                                                   |
| 100 m Rücken        | Daria-Mariuca Silisteanu                                                  | Lora Komoróczy                                                                | Estella Tonrath                                                                  |
| 200 m Rücken        | Estella Tonrath                                                           | Aissia Claudia Prisecariu                                                     | Dóra Molnár                                                                      |
|                     |                                                                           |                                                                               |                                                                                  |
| 50 m Brust          | Smiltė Plytnykaitė                                                        | Jasmine Carter                                                                | Nayara Pineda                                                                    |
| 100 m Brust         | Eneli Jefimova                                                            | Smiltė Plytnykaitė                                                            | Theodora Taylor                                                                  |
| 200 m Brust         | Lena Ludwig                                                               | Theodora Taylor                                                               | Hannah Schneider                                                                 |
|                     |                                                                           |                                                                               |                                                                                  |
| 50 m Schmetterling  | Martine Damborg Jana Pavalić                                              | nicht vergeben                                                                | Anna Maria Börstler                                                              |
| 100 m Schmetterling | Martine Damborg                                                           | Caterina Santambrogio                                                         | Hollie Widdows                                                                   |
| 200 m Schmetterling | Sarah Dumont                                                              | Laura Cabanes                                                                 | Alina Baievych                                                                   |
|                     |                                                                           |                                                                               |                                                                                  |
| 200 m Lagen         | Laura Cabanes                                                             | Phoebe Cooper                                                                 | Giulia Pascareanu                                                                |
| 400 m Lagen         | Vivien Jackl                                                              | Sarah Dumont                                                                  | Laura Cabanes                                                                    |
|                     |                                                                           |                                                                               |                                                                                  |
| 4 × 100 m Freistil  | Italien Chiara Sama Sara Curtis Cristiana Stevanato Caterina Santambrogio | Frankreich Maeline Bessard Giulia Rossi-Bene Alix Predine Albane Cachot       | Deutschland Linda Roth Julianna Dora Bocska Selina Müller Lise Seidel            |
| 4 × 200 m Freistil  | Ungarn Lilla Szabó Dóra Molnár Vivien Jackl Minna Ábrahám                 | Italien Chiara Sama Bianca Nannucci Ludovica Terlizzi Lucrezia Domina         | Deutschland Julianna Dora Bocska Linda Roth Jette Lenz Lise Seidel               |
| 4 × 100 m Lagen     | Italien Benedetta Boscaro Irene Mati Caterina Santambrogio Sara Curtis    | Frankreich Jeanne Lechevalier Rosalie Abel-Thiebaut Alix Predine Albane Cacho | Dänemark Emma Brogaard Krogh Ida Skov Kragh Martine Damborg Anne Thastrup-Hansen |

### Mixed
| Disziplin          | Gold                                                                        | Silber                                                                | Bronze                                                                             |
| ------------------ | --------------------------------------------------------------------------- | --------------------------------------------------------------------- | ---------------------------------------------------------------------------------- |
| 4 × 100 m Freistil | Italien Carlos D’Ambrosio Lorenzo Ballarati Cristiana Stevanato Sara Curtis | Deutschland Michael Raje Julian Koch Lise Seidel Julianna Dora Bocska | Frankreich Ethan Dumesnil Alexandre Chalendar Albane Cachot Giulia Rossi-Bene      |
| 4 × 100 m Lagen    | Großbritannien Blythe Kinsman Max Morgan Nicholas Finch Hollie Widdows      | Italien Daniele del Signore Irene Mati Daniele Momoni Sara Curtis     | Litauen Mantas Kaušpėdas Smiltė Plytnykaitė Kristupas Trepočka Sylvia Statkevičius |

## Medaillenspiegel
| Platz  | Land           | Gold | Silber | Bronze | Gesamt |
| ------ | -------------- | ---- | ------ | ------ | ------ |
| 1      | Italien        | 13   | 9      | 3      | 25     |
| 2      | Ungarn         | 4    | 3      | 4      | 11     |
| 3      | Türkei         | 4    | 3      | 3      | 10     |
| 4      | Rumänien       | 4    | 2      | 1      | 7      |
| 5      | Litauen        | 4    | 1      | 2      | 7      |
| 6      | Spanien        | 3    | 5      | 3      | 11     |
| 7      | Großbritannien | 3    | 4      | 6      | 13     |
| 8      | Dänemark       | 2    | 1      | 2      | 5      |
| 9      | Deutschland    | 1    | 4      | 8      | 13     |
| 10     | Kroatien       | 1    | 3      | –      | 4      |
| 11     | Belgien        | 1    | 1      | 1      | 3      |
| 11     | Irland         | 1    | 1      | 1      | 3      |
| 13     | Estland        | 1    | –      | –      | 1      |
| 13     | Griechenland   | 1    | –      | –      | 1      |
| 15     | Frankreich     | –    | 3      | 2      | 5      |
| 16     | Bulgarien      | –    | 1      | 2      | 3      |
| 17     | Slowakei       | –    | 1      | –      | 1      |
| 18     | Tschechien     | –    | –      | 2      | 2      |
| 19     | Österreich     | –    | –      | 1      | 1      |
| Gesamt | Gesamt         | 43   | 42     | 41     | 126    |